# Regulamento sobre a Livre Circulação dos Trabalhadores na União
O Regulamento (UE) n.º 492/2011 do Parlamento Europeu e do Conselho da UE, de 5 de abril de 2011, relativo à livre circulação dos trabalhadores na União, também conhecido como Regulamento sobre a Livre Circulação dos Trabalhadores na União, é um regulamento da União Europeia que especifica o direito dos trabalhadores de qualquer estado-membro de se deslocarem e acederem ao emprego noutro estado-membro sem qualquer discriminação injustificada. Este Regulamento é relevante para todo o Espaço Económico Europeu (EEE). Porém, o direito à livre circulação não se aplica a quaisquer empregos na administração pública nos termos do artigo 45.º, n.º 4, do TFUE e da jurisprudência consolidada do TJUE pelo que quaisquer estados-membros estão obrigados a limitar a ocupação destes empregos públicos apenas por cidadãos nacionais desse estado-membros.

## Origem e implementação
O regulamento original sobre a livre circulação dos trabalhadores foi adotado a 15 de outubro de 1968 e tinha como objetivo estabelecer as regras sobre a livre circulação dos trabalhadores nas Comunidades Europeias. As possibilidades de adoção de tal regulamento baseavam-se no Tratado de Roma, que continha o objetivo de que a livre circulação de trabalhadores fosse implementada nas Comunidades durante um período transitório de doze anos a partir de 1 de janeiro de 1958. Através do regulamento, que entrou em vigor em 8 de novembro de 1968, este objetivo foi concretizado e os cidadãos dos Estados-Membros das Comunidades passaram as mesmas oportunidades de emprego num Estado-Membro que os próprios nacionais desse Estado-Membro. O regulamento foi alterado várias vezes até ao início do século XXI.
A 5 de maio de 2010, a Comissão Europeia apresentou uma proposta para um novo regulamento sobre a livre circulação dos trabalhadores. O objetivo da proposta era codificar os regulamentos anteriores, ou seja, substituir o regulamento original e todos os atos de alteração associados por um único ato jurídico.
O novo regulamento sobre a livre circulação dos trabalhadores foi adotado de acordo com o processo legislativo ordinário, ou seja, o Parlamento Europeu e o Conselho da União Europeia legislaram em conjunto. O regulamento foi emitido a 5 de abril de 2011, publicado no Jornal Oficial da União Europeia a 27 de maio de 2011 e entrou em vigor a 16 de junho de 2011. Enquanto regulamento, tornou-se então diretamente aplicável em toda a União e substituiu o anterior regulamento relativo à livre circulação de trabalhadores.

## Elementos importantes

### Regulamento (UE) n.º 492/2011
Artigo 1.º
- um cidadão do EEE "tem o direito de aceder a uma atividade assalariada e de a exercer no território de outro Estado-Membro", tal como um nacional.[1]

Artigo 2.º
- o direito de celebrar e executar contratos de trabalho de acordo com as leis do Estado-Membro anfitrião.[1]

Artigo 3.º, n.º 1, alínea a)
- disposições discriminatórias que afetem cidadãos de outro Estado-Membro do EEE, restringindo-lhes a obtenção de trabalho, não são permitidas, por exemplo sobre qualquer conhecimento linguístico.[1]

Artigo 3.º, n.º 1, alínea b)
- as disposições nacionais não se aplicam quando "embora aplicáveis sem distinção de nacionalidade, tenham por objetivo ou efeito exclusivo ou principal afastar os nacionais dos outros Estados-Membros do emprego oferecido".[1]

Artigo 3.º, n.º 2
- proibição de um procedimento especial de recrutamento para cidadãos de outro Estado-Membro do EEE, restrição de anúncios ou requisitos adicionais de elegibilidade para registo em centros de emprego.[1]

Artigo 4.º, n.º 1
- as disposições legais que habitualmente restringem o emprego aos cidadãos estrangeiros, nunca se podem aplicar ao caso dos nacionais de outros Estados-Membros do EEE.[1]

Artigo 4.º, n.º 2
- se houver a exigência de um número mínimo de trabalhadores nacionais empregados, os outros cidadãos dos Estados-Membros do EEE contam para essa quota.[1]

Artigo 6.º, n.º 1
- a contratação e o recrutamento de um trabalhador não devem depender de certos critérios de saúde, profissionais ou outros que discriminem em razão de ser cidadão de outro Estado-Membro do EEE.[1]

Artigo 6.º, n.º 2
- um trabalhador cidadão de outro Estado-Membro do EEE pode ser obrigado a fazer um teste vocacional quando lhe for oferecido emprego.[1]

Artigo 7.º, n.º 1
- um trabalhador cidadão de outro Estado-Membro do EEE "não pode ser sujeito no território de outro Estado-Membro, em razão da sua nacionalidade, a um tratamento diferente daquele que é concedido aos trabalhadores nacionais no que respeita a todas as condições de emprego e de trabalho, nomeadamente em matéria de remuneração, de despedimento e de reintegração profissional ou de reemprego, se ficar desempregado".[1]

Artigo 7.º, n.º 2
- os trabalhadores cidadãos de outro Estado-Membro do EEE devem receber as mesmas vantagens sociais e fiscais que os trabalhadores nacionais.[1]

Artigo 7.º, n.º 4
- cláusulas no acordo coletivo de trabalho que discriminem cidadãos de outros Estados-Membros do EEE são sempre nulas e sem qualquer efeito.[1]

### Tratado sobre o Funcionamento da União Europeia (TFUE)
"Artigo 45.º
(ex-artigo 39.º TCE)
1. A livre circulação dos trabalhadores fica assegurada na União.
2. A livre circulação dos trabalhadores implica a abolição de toda e qualquer discriminação em razão da nacionalidade, entre os trabalhadores dos Estados-Membros, no que diz respeito ao emprego, à remuneração e demais condições de trabalho.
3. A livre circulação dos trabalhadores compreende, sem prejuízo das limitações justificadas por razões de ordem pública, segurança pública e saúde pública, o direito de:
  - a) Responder a ofertas de emprego efetivamente feitas;
  - b) Deslocar-se livremente, para o efeito, no território dos Estados-Membros;
  - c) Residir num dos Estados-Membros a fim de nele exercer uma atividade laboral, em conformidade com as disposições legislativas, regulamentares e administrativas que regem o emprego dos trabalhadores nacionais;
  - d) Permanecer no território de um Estado-Membro depois de nele ter exercido uma atividade laboral, nas condições que serão objeto de regulamentos a estabelecer pela Comissão.
4. O disposto no presente artigo não é aplicável aos empregos na administração pública."[9]

O direito à livre circulação tem efeito direto tanto "horizontal" quanto "vertical", de tal modo que um cidadão de qualquer estado-membro da UE pode invocar este direito, sem mais, num tribunal ordinário, contra outras pessoas, tanto governamentais quanto não-governamentais.